# Arnold Meermann
Arnold Meermann, auch: Arno Wilhelm Meermann (* 17. Mai 1829 in Rehden, Westpreußen; † 2. Oktober 1908 in Nieder Thalheim bei Bad Landeck, Landkreis Habelschwerdt) war ein deutscher Maler und Illustrator.

## Leben

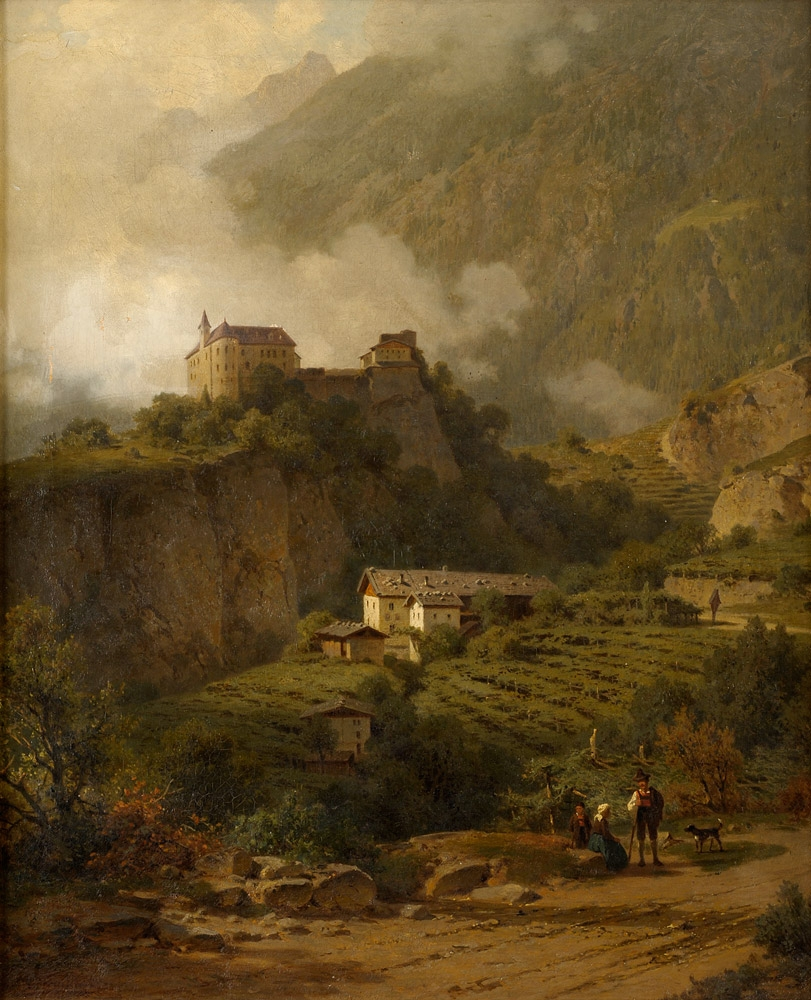
Schloss Tirol bei Meran

Arnold Meermann war der Sohn eines Arztes. Ab November 1852 studierte er Malerei an der Königlichen Akademie der Bildenden Künste in München. 1853 stellte er erstmals im Kunstverein München Architektur- und Landschaftsbilder aus. In München gehörte er zum Freundeskreis um Hans von Marées. Meermann unternahm zahlreiche Reisen durch Bayern, Österreich, Südtirol (Meran) und Oberitalien und in seine Heimat in Westpreußen. Er schuf vor allem „stimmungsvolle Landschaften“ und Veduten der oberbayerischen Seen.
Als Illustrator schuf er Stahlstiche zu den Anatomie-Werken von Nikolaus Rüdinger (1870) und zu Hermann von Schmids Das Königreich Bayern. 
Seit 1861 war er verheiratet mit Maria, geb. Bruch, einer Tochter des Nürnberger Kupferstechers Carl Ludwig Herrmann Bruch.

## Werke
- Panorama des Hochgebirges vom Standpunkte München [Petersthurm]. München 1862 (achtteiliges Leporello)
- Ansichten von Landshut und seiner Feste Trausnitz.